# ニードルガン
ニードルガンは針、あるいは小型の金属製の矢を弾体とする銃である。日本語では短針銃（たんしんじゅう）と訳される。英語ではneedle gunの他、needler、 flechette gun、fletcherともいう。多くはSFに登場する架空の武器である。実在の兵器の場合、Needlegunは水中銃を意味する。

## SFへの登場
超高速で射出された多数の針により、対象をボロ布のようにしてしまう破壊兵器である。強力なものでは、超硬質の針で金属さえもズタズタにしてしまう。また、綿埃のように細かい針を射出し、神経を破壊して死に至らしめる対人専用のものもある。針を射出する形式は様々に設定されており、高速の空気流に針をのせるもの、レールガンのように電磁的に打ち出すもの、多数の針を口紅のように固め、実包として発砲するものなどがある。微小な弾を大量に打ち出す散弾銃の一種ともいえる。アイデアとしてはアメリカのパルプフィクションSFに多く登場し、その影響で日本では1980年代から90年代に「短針銃」の登場する多くの作品が生み出された。多くのニードルガンは可動部分を持たずに設定され、動いていくのは弾体のみである。例についてはコイルガンやレールガンの項を参照のこと。

## 実在のニードルガン

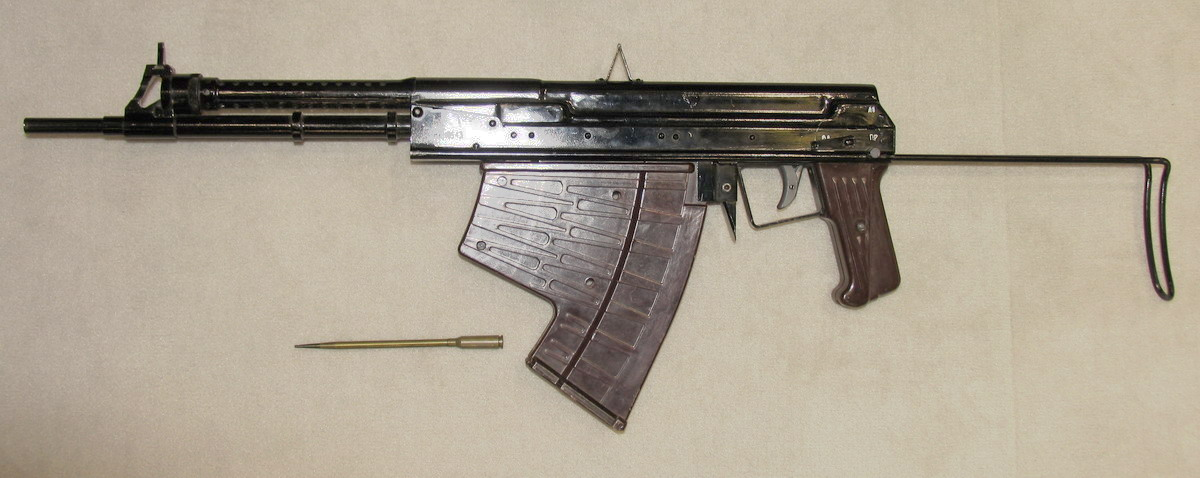
APS水中銃と専用弾

14世紀に始まる初期の火器において、最初の発射物は皮などにくるまれた手作りの鉄の矢であった。しかしながら費用がかさむこと、工業化以前の社会においては手間暇がかかりすぎることから、やがて粗雑な石の弾丸に取って替わられた。
鉄矢が兵器として再び広く使われたのは、第一次世界大戦において航空機から投下された投箭である。その後も矢を使った兵器はいくつか発明されたものの、普及することはなかった。
現在では矢状の弾体を装弾筒に納め散弾銃やグレネードランチャーで使用できるフレシェット弾がある。また、10センチ程の長さの矢を発射する水中銃（SPP-1水中拳銃、APS水中銃）も実用化されておりニードルガンと呼ばれている。
ヨハン・ニコウラス・フォン・ドライゼが1836年に開発した、ボルトアクションライフルの始祖となった銃もニードルガンと呼ばれる。これは弾丸と紙で包んだ装薬の間に雷管をはさみ、装薬を貫いて針状の撃針で撃発させる方式からこう呼ばれるもので、針を弾体とするものではない。
テーザー銃は針状の電極を対象に向けて発射するスタンガンである。
ニードルスケーラーという工具もニードルガンと呼ばれることがある。多数の針が前後に激しく往復し、対象に押し当てることで錆や古い塗装を剥がすのに使われる。

## 登場作品

### 小説
- デューンシリーズ （フランク・ハーバート） - フレシェットガン、チャンドラーガン、マウラガンなど様々な名でニードルガンが登場する。
- Jerry Cornelius （マイケル・ムアコック）
- ニューロマンサー （ウィリアム・ギブスン）
- ステンレススチールラットシリーズ （ハリイ・ハリスン）
- ストラータ （テリー・プラチェット）
- 地球からの贈り物 （ラリー・ニーヴン）
- ドルセイシリーズ （ゴードン・R・ディクスン）
- スノウ・クラッシュ （ニール・スティーヴンスン）
- ハイペリオンシリーズ （ダン・シモンズ） - 「フレシェットライフル」として登場。
- ヴォルコシガンシリーズ （L・M・ビジョルド）
- オナー・ハリントン・シリーズ（デイヴィッド・ウェーバー） - 「パルサー」として登場。
- クラッシャージョウシリーズ （高千穂遙） - 第6巻「人面魔獣の挑戦」に登場。
- スタータイド・ライジング （デイヴィッド・ブリン） - メインキャラクターの一人である地球評議会エージェントのトーマス・オーリーが使用する。

### 漫画・アニメ
- エイトマン - アニメ版第4話「死刑台B3」に「短針銃」の名称で登場。一度に2万本の針を発射する性能があり、ゴキゲン商事の社長が密輸を目論んでいた。
- 009ノ1 - ヒロインの靴先に仕込まれている。
- 黄金バット - アニメ版第44話に登場するロボット怪獣ライガーマンが内蔵していた。細かい針弾を毎秒3000～6000本発射する。
- 無限のリヴァイアス - 対人用。宇宙船内における隠密・威圧のための低反動銃として描かれている。弾発射の動力源はガスカートリッジ。
- 新世紀エヴァンゲリオン - 巨大人型兵器エヴァンゲリオンが肩部のアーマーに内蔵する火器。弾体も巨大で、その形状は円錐状の杭に近い。その性質上、作中では敵に肉薄した状態で使用している。
- コブラ - 「2人の軍曹」編のヒロイン・シエラ少尉が使用する対人用の「短針銃」。熱エネルギーに反応して突撃してくる宇宙昆虫を刺激せずに発砲する事ができ、その性質を活かした謀略に利用された。
- ワッハマン
- パタリロ! （魔夜峰央） - 単行本8巻（花とゆめCOMICS版）で、殺人事件の目撃者であるラシャーヌ（『ラシャーヌ!』の主人公）を狙う刺客が用いた。作中では「短針銃」という呼称が用いられており、「短針銃とはその名のとおり圧縮ガスの力で一度に数万本の極小の針を射ち出す武器です これにやられると鋼鉄の板でもボロボロになるそうです」と解説されている。
- ノーラの箱船 （御厨さと美）
- スケバン刑事（和田慎二） - 外国人の黒メガネ達が使用した「短針銃」。サキも奪って用いている。ガス圧式で無声に近く、一度に数十発の遅効性毒針を相手へ撃ち込んで死に至らしめる。
- 涼宮ハルヒシリーズ - 「涼宮ハルヒの消失」で登場。世界を改変した者を撃つため長門有希がメガネから調合した。針の先端に修正プログラムを塗布してある設定の短針銃。
- 機動戦士ガンダムシリーズ - アビジョ、ガンダムAGE-1スパローが搭載。両機とも高機動戦闘用の牽制火器として搭載している。
- TWIN SIGNAL - クオータが使用。「短針銃」とルビが振られ、傘に内蔵した仕込み銃として登場。「鉄板ぐらいなら簡単に打ち抜ける」と表現されている。

### ゲーム
- バトルテック - 「APガウスライフル」として登場。電磁力によって金属製の矢を超音速で連射する武器。
- Quakeシリーズ - 「ネイルガン」として登場。二つの銃身から釘を連続発射する銃。四連装になって連射性が更に向上した「スーパーネイルガン」も存在する。
- デビルメイクライ - 「ニードルガン」として登場。6連射が可能な水中銃。
- F.E.A.R. - 「10mm HV ペネトレーター」として登場。発射速度と装甲貫通力に優れる太さ10mmの杭を射出する銃。これを受けて死亡した敵は周囲の地形に縫い付けられるのが特徴。
- Team Fortress 2 - 「注射銃」として登場。メディックのメイン武器で、その名の通り注射器を連続発射する。射線が放物線軌道を描くのが難点。
- スター・ウォーズ バトルフロントII - 「スティンガーピストル」として登場。命中した敵に継続ダメージを与える。
- カスタムロボV2 - 「ニードルガン」として登場。棘状のビーム弾を縦方向に3発同時発射する右手用武器。
- HALO (ビデオゲームシリーズ) - コヴナントの武器として登場。「ニードラー」は誘導性を持つクリスタルの針を発射し、一定時間内に多数命中させると刺さった針が爆発して致命的ダメージを与える武器。若干性質の異なる「ニードルライフル」も存在する。また、「Halo 3」から登場した「スパイカー」は赤熱化した針を連射する武器。こちらは誘導性が無く爆発も起こらないが、そのぶん連射性と威力は高い。